# 臭気センサ
臭気センサとは臭気を検出、数値化するセンサのこと。

## 概要
嗅覚器の受容体を機械的に再現したもので数々の方式がこれまで検討されてきたものの、どの方式にも一長一短があり、決定的な仕様のものはまだ普及には至っていない。臭気化合物はおよそ40万種あると言われており、何十種類もの臭気成分で構成されており、それぞれ重さが異なる。臭気指数の計測においては主観を排したセンサの開発が望まれるが、聴覚や視覚のように物理量の数値化が比較的容易な感覚器の代替センサと比較すると、味覚センサと共にその開発は遅れている。有力な候補のひとつとしてはFETバイオセンサがあり、空気中の分子を選択的に検出する化学修飾を施したゲート電極に吸着することで電位差を検出して数値化する。単に臭気の検出だけに留まらず、呼気からの腫瘍成分の検出も視野に開発が進められている。

## 構造
臭気センサには、金属酸化物半導体を利用する形式や水晶振動子式や脂質膜を利用する形式など、数種類がある。

### 半導体式
半導体表面における臭気分子の吸着と表面反応による半導体の抵抗値の変化を利用する。酸化物半導体式と有機半導体式に大別され、安定して信頼性が高い金属酸化物半導体を利用する場合には臭気分子の酸化還元反応を利用して、硫化水素やアセトアルデヒド、アンモニアのような還元性の臭気を検出する。温度や湿度の環境変化の影響を軽減するためにヒーターで約400℃まで高温にすることで、臭気分子の吸脱着を活性化する。有機半導体式としては臭気の識別を可能としたシステムがある。半導体式は長寿命で無機ガスに対応する。

### 水晶振動子式
水晶振動子式は水晶振動子の表面に選択的に分子を吸着する天然脂質や合成脂質による脂質膜による臭気感応膜を貼り付けた構造をしている。臭気分子が感応膜に吸着すると膜の質量が増加して水晶振動子の共振周波数が低下する。この低下量は吸着したにおい物質の質量に比例することからこの低下量を計測することによりにおい物質の濃度が計測できる。出力が濃度に比例する特徴を有し、この手法は、臭気分子を吸着する脂質膜に人間の嗅細胞と同種の膜を用いることにより、特に有機系の臭気物質について生体の嗅覚特性に近いセンサを実現できる可能性がある。

### FETバイオセンサ
空気中の分子を選択的に検出する化学修飾を施したゲート電極に吸着することで電位差を検出して数値化する。

### 膜型表面応力センサー
これまで様々な物理学的、化学的アプローチが試みられてきたが、近年、新しい方式が提案された。膜型表面応力センサー(Membrane-type Surface stress Sensor: MSS)と呼ばれる形式で同時に複数の臭気成分を検知可能で従来の数十倍もの超高感度で感知でき、微細加工技術によって超小型化が可能で臭気成分に応じた受容体を使用する事により汎用性も併せ持つ。従来はMEMSの一種で原子間力顕微鏡にも使用されるカンチレバーを使用して受容体に検体分子が吸着した時の機械的な歪みで生じるカンチレバーのたわみをレーザー光の反射で検出していたが、電気的な手法で実現した。

## 用途
- 分析
- セキュリティ
- 商品開発

## 文献
- 中本高道, 森泉豊栄, 「ニューラルネットワークを用いたにおいセンサー」『応用物理』 58巻 7号 1989年 p.1045-1054, doi:10.11470/oubutsu1932.58.1045
- 井手純一, 中本高道, 森泉豊榮, 「匂いセンシングシステム用水晶振動子ガスセンサ感応膜の分類及び吸着特性評価の研究」『電気学会論文誌Ｅ（センサ・マイクロマシン部門誌）』 116巻 6号 1996年 p.213-218, doi:10.1541/ieejsmas.116.213
- 石田寛, 中本高道, 森泉豊榮, におい源探知コンパスの研究」『電気学会論文誌Ｅ（センサ・マイクロマシン部門誌）』 116巻 10号 1996年 p.429-434, doi:10.1541/ieejsmas.116.429
- 都甲潔, 「感性バイオセンサー」『応用物理』 67巻 12号 1998年 p.1406-1409, doi:10.11470/oubutsu1932.67.1406
- 「においレベル測定器の製作」『トランジスタ技術』、CQ出版、2003年7月。
- 「五感センサ（5）：においの活用は宝の山」『日経エレクトロニクス』、日経BP、2008年2月25日号、66-69頁。

- 南戸秀仁, 「匂いセンサシステムの開発とその応用」『日本放射線安全管理学会誌』 8巻 1号 2009年 p.7-14, doi:10.11269/jjrsm.8.7